# Henri Deterding

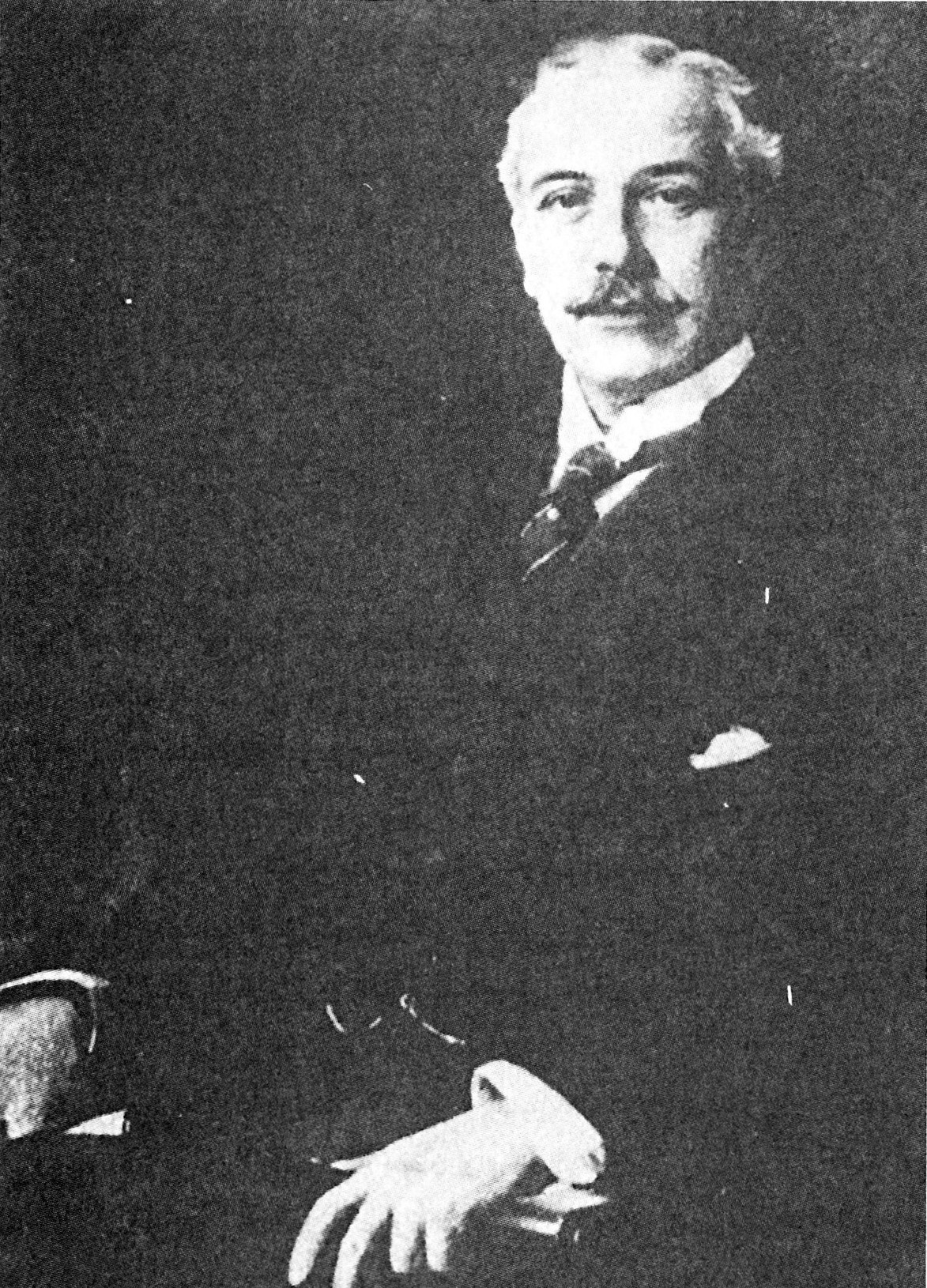
Henri Deterding

Henri Deterding (1866–1939) – holenderski finansista, założyciel koncernu Royal Dutch Petroleum Company. 
Deterding założył koncern Royal Dutch Petroleum Company w 1890 roku, zaś od 1901 roku przez kolejnych 36 lat był jego dyrektorem generalnym. W 1907 dokonał fuzji firmy z Shell Company w Royal Dutch Shell, który obecnie jest światowym liderem (wraz z ExxonMobil) w branży petrochemicznej.
Po I wojnie światowej Deterding popierał dążenia Niemiec do rewizji traktatu wersalskiego. Zmarł w Niemczech i został pochowany 10 lutego 1939 w swoim majątku Dobbin w Meklemburgii. Na jego grobie złożono wieniec od Hitlera.